# 34 км (зупинний пункт, Донецька залізниця)
34 км — пасажирська зупинна залізнична платформа Лиманської дирекції Донецької залізниці.
Розташована на східній околиці с. Новобахмутівка, Покровський район, Донецької області. Платформа розташована на лінії Ясинувата — Костянтинівка між станціями Скотувата (3 км) та Петруньки (4 км).
На залізничній платформі зупиняються лише приміські поїзди.